# حیوانی که شده‌ام
«حیوانی که شده‌ام» تک‌آهنگی از گروه موسیقی آلترناتیو راک تری دیز گریس است.